# Microthyriales
Microthyriales é uma ordem de fungos ascomicetos. Segundo uma estimativa de 2008, esta ordem contém 3 famílias, 62 géneros e 323 espécies. As espécies de Microthyriales possuem corpos frutíferos pequenos e achatados com uma ou mais fendas centrais e são saprófitas ou epífitas nas folhas ou caules de plantas.